# 킬란의 존 켈리
존 켈리(John Kelly, ?~1798년 6월 22일)는 아일랜드의 독립 운동가이다. 1798년 아일랜드인들이 잉글랜드의 지배에 맞서서 반란을 일으켰을 때 반란군 지도자들 가운데 한 사람이었다. 켈리 더 보이 프럼 킬란(Kelly, the Boy From Killan(e)이라는 별칭으로 통한다. 이는 켈리의 고향이 킬란(Killan/Killane)이었기 때문이다. 다리에 부상을 입고 체포되었으며, 1798년 6월 21일 아일랜드 독립군의 패배 다음날 교수형에 처해졌다. 잉글랜드군은 존 켈리의 시신을 참수하여 그 머리를 축구공 차듯이 차고 노는 만행을 저질렀다고 한다. 1911년에 패트릭 조지프 매콜(Patrick Joseph McCall, 1861~1919)이라는 시인 겸 작곡가가 존 켈리의 독립운동을 소재로 켈리 더 보이 프럼 킬란이라는 포크송을 지었다.

## 켈리 더 보이 프럼 킬란 가사
What's the news, what's the news oh my bold Shelmalier

With your long barrelled guns from the sea

Say what wind from the south brings a messenger here

With the hymn of the dawn for the free

Goodly news, goodly news do I bring youth of Forth

Goodly news shall you hear Bargy man

For the boys march at dawn from the south to the north

Led by Kelly the boy from Killane

Tell me who is that giant with the gold curling hair

He who rides at the head of your band

Seven feet is his height with some inches to spare

And he looks like a king in command

Ah my boys that's the pride of the bold Shelmaliers

'Mongst greatest of hero's a man

Fling your beavers aloft and give three ringing cheers

For John Kelly the boy from Killane

Enniscorthy's in flames and old Wexford is won

And tomorrow the Barrow we will cross

On a hill o'er the town we have planted a gun

That will batter the gateway to Ross

All the Forth men and Bargy men will march o'er the heath

With brave Harvey to lead in the van

But the foremost of all in that grim gap of death

Will be Kelly the boy from Killane

But the gold sun of freedom grew darkened at Ross

And it set by the Slaney's red waves

And poor Wexford stripped naked, hung high on a cross

With her heart pierced by traitors and slaves

Glory-o, glory-o to her brave sons who died

For the cause of long down trodden man

Glory-o to Mount Leinster's own darling and pride

Dauntless Kelly the boy from Killane

## 내용 분석
같은 아일랜드 독립운동가 로디 매컬리를 소재로 한 1898년도 에트나 카버리의 포크송과 유사한 점이 많지만, 켈리 더 보이 프럼 킬란은 서사적인 요소가 강하고, 로디 매컬리는 서정적인 요소가 강하다. 1연에서는 아일랜드의 독립을 위하여 일어선 아일랜드 독립군 이야기로 시작하여, 독립군 지도자 켈리의 이름을 언급하고 있다. 켈리를 보이(소년)으로 묘사한 것으로 보아 당시 존 켈리는 청산리 대첩 때 이범석 장군처럼 나이가 아주 젊었을 가능성이 높다. 2연에서는 켈리의 모습을 묘사하고 있는데, 키가 7피트(2미터 10센티미터)이고 머리가 곱슬이라고 표현되어 있다. 켈리가 독립군을 이끄는 모습이 마치 왕과 같다고 하고 있는데, 이는 당시의 영국 왕을 인정하지 않으려는 아일랜드인들의 민족 의식이 반영되어 있다고 할 수 있다. 3연에서는 켈리가 이끄는 아일랜드 독립군이 진격하는 모습을 묘사하고 있다. 4연은 아일랜드 독립군의 패배를 다루고 있는데, 시상이 완전히 반전되고 있다. 'gold sun of freedom grew darkened'(자유의 금빛 태양이 어두워졌다)는 은유적 표현을 활용하고 있으며, 웩스퍼드(아일랜드 독립군이 반란을 일으킨 도시 이름)를 의인화하여 'poor Wexford stripped naked, hung high on a cross'(불쌍한 웩스퍼드는 벗겨져 십자가에 높이 매달려 있다)라고 표현하고 있다. 웩스퍼드를 의인화하여(한국으로 따지자면 봉오동, 청산리나 탑골 공원, 아우내 장터 등등) 아일랜드 독립군의 패배를 '웩스퍼드가 십자가에 매달려 있다'라고 표현하고 있다. 화자는 'her brave sons who died'(그녀의 죽은 용감한 아들들)을 언급하고 있다. 아일랜드는 토머스 무어의 시 '렛 에린 리멤버'(Let Erin Remember)에서처럼 여성으로 표현되는 경우가 많다. 아일랜드라는 나라는 아일랜드인들에게 모성적 이미지로 인식되고 있기 때문이다. 따라서 이 표현은 아일랜드의 독립을 위해 투쟁하다가 죽은 독립 운동가들에 대한 추모의 표현이다. 화자는 마지막으로 독립군 지도자 존 켈리의 이름을 다시 언급하면서 시상을 마무리짓고 있다.

## 수록 앨범
- 더 클랜시 브라더스: 1956년도 <The Rising of the Moon>, 1964년도 <The First Hurrah> 등 다수
- 더 더블리너스: 1967년도 <More of the Hard Stuff>, 1977년도 <Live at Montreux> 등 다수
- 패디 레일리: 1972년도 <Paddy Reilly At Home>